# 神宫监
神宫監是明代宦官二十四衙门之一。明代帝后陵寝管理机构，掌管太庙洒扫及香灯等事。置掌印太监及佥书、掌司等。

## 官制
- 掌印太监，一员；
- 佥书，无定员；
- 掌司，无定员；
- 管理，无定员。

## 首都人员

### 建文时期
- 孝陵：

### 永乐时期
- 孝陵：

### 洪熙时期
- 孝陵：
- 長陵：

### 宣德时期
- 孝陵：苖青
- 長陵：
- 獻陵：昌盛

### 正统时期
- 孝陵：
- 長陵：吴昱
- 獻陵：吴昱
- 景陵：吴昱[3]、阮菊（右少监）[4]

### 景泰时期
- 孝陵：
- 長陵：
- 獻陵：
- 景陵：

### 天顺时期
- 孝陵：
- 長陵：
- 獻陵：
- 景陵：

### 成化时期
- 孝陵：
- 長陵：
- 獻陵：赵琮[5]
- 景陵：
- 裕陵：

### 弘治时期
- 孝陵：
- 長陵：
- 獻陵：
- 景陵：
- 裕陵：郭通[6]
- 茂陵：陆恺[7]

### 正德时期
- 孝陵：
- 長陵：
- 獻陵：
- 景陵：
- 裕陵：邓贤[8]
- 茂陵：孙洪[9]、苗旺[10]
- 泰陵：

杨耘、杨阅、廖昕、高宣（右监丞）

### 嘉靖时期
- 孝陵：夏绶
- 長陵：韩锡（掌印）[14]
- 獻陵：
- 景陵：
- 裕陵：
- 茂陵：李质[15]
- 泰陵：
- 康陵：杜甫（右少监）[16]、郑恭[17]、刘杲

王玉、
刘濬
周英

### 隆庆时期
- 孝陵：
- 長陵：
- 獻陵：
- 景陵：
- 裕陵：
- 茂陵：
- 泰陵：
- 康陵：
- 永陵：

### 万历时期
- 孝陵：
- 長陵：
- 獻陵：
- 景陵：
- 裕陵：
- 茂陵：
- 泰陵：
- 康陵：
- 永陵：周贵[21]
- 昭陵：赵良[22]

杜进

### 泰昌时期
- 孝陵：
- 長陵：
- 獻陵：
- 景陵：
- 裕陵：
- 茂陵：
- 泰陵：
- 康陵：
- 永陵：
- 昭陵：
- 定陵：

### 天启时期
- 孝陵：王应[24]、马荣[25]
- 長陵：赵和中[24]
- 獻陵：
- 景陵：
- 裕陵：
- 茂陵：
- 泰陵：
- 康陵：
- 永陵：
- 昭陵：
- 定陵：
- 慶陵：

### 崇祯时期
- 孝陵：
- 長陵：
- 獻陵：
- 景陵：
- 裕陵：
- 茂陵：
- 泰陵：
- 康陵：马荣[26]
- 永陵：
- 昭陵：
- 定陵：
- 慶陵：
- 德陵：

## 外部連結
- 明朝二十四衙門 （页面存档备份，存于）